# VFR spécial
Le VFR spécial est un vol VFR autorisé par un organisme de contrôle de la circulation aérienne dans des conditions météorologiques inférieures aux conditions météorologies de vol à vue.

## Conditions météorologiques de VFR spécial
En classes B, C, D, E, la visibilité en vol doit être de 1 500 mètres ou 30 secondes de vol (la valeur la plus élevée est prise en compte).
Cette distance est portée à 800 mètres pour les hélicoptères.
Il en résulte que le VFR spécial n'est théoriquement pas possible en-dessous de 1 500 mètres de visibilité.
En France, le VFR spécial n'est pas autorisé en vol de nuit.

## Responsabilités des organismes
Les organismes du contrôle rendent le service du contrôle sous forme de séparations entre les vols IFR et les vols VFR spécial ; et sous forme d'information de trafic entre les vols en VFR spécial.

## ClairanceVFR spécial
« Une clairance VFR spécial est nécessaire pour pénétrer ou évoluer dans la circulation d'aérodrome d'un aérodrome contrôlé situé dans une zone de contrôle, ou dans une zone de contrôle spécialisée, lorsque les paramètres communiqués par l'organisme de la circulation aérienne font état d'une visibilité au sol inférieure à 5000 mètres ou d'un plafond inférieur à 1500 pieds. » (RCA 1-4.2.1)
« Une clairance VFR spécial est nécessaire pour pénétrer ou évoluer dans une zone de contrôle, ou dans une zone de contrôle spécialisée, quand le pilote estime que les conditions météorologiques de vol à vue ne sont pas réunies ou ne vont plus l'être. » (RCA 1-4.2.2)